# Paddy Agnew
Patrick „Paddy“ Agnew (irisch Pádraig Ó Gnímh; * 8. März 1955 in Dundalk, County Louth, Irland) ist ein früherer irischer Politiker und militantes Mitglied der IRA. Er war von 1981 bis 1982 Abgeordneter im Dáil Éireann, saß aber in dieser Zeit im Gefängnis. Später wurde er Mitglied der Sinn Féin.

## Leben
Agnew unterstützte die IRA durch den Schmuggel von automatischen Waffen. Er war daher in den Gefängnissen von Portlaoise und Mountjoy (Dublin) von 1973 bis 1976 und von 1977 bis 1986 inhaftiert. Er nahm zwar am sog. Blanket Protest teil. Allerdings gehörte er nur zu den Unterstützern des Hungerstreiks 1981. 
Er wurde bei den Wahlen zum Dáil Éireann 1981 als unabhängiger Kandidat im Wahlkreis Louth gewählt. Den Sitz nahm er jedoch wegen seiner Inhaftierung nicht ein.
1982 trat er zu den Wahlen nicht mehr an.
1986 wurde er aus dem Gefängnis entlassen und trat in die Sinn Féin ein.